# Bellenscherm

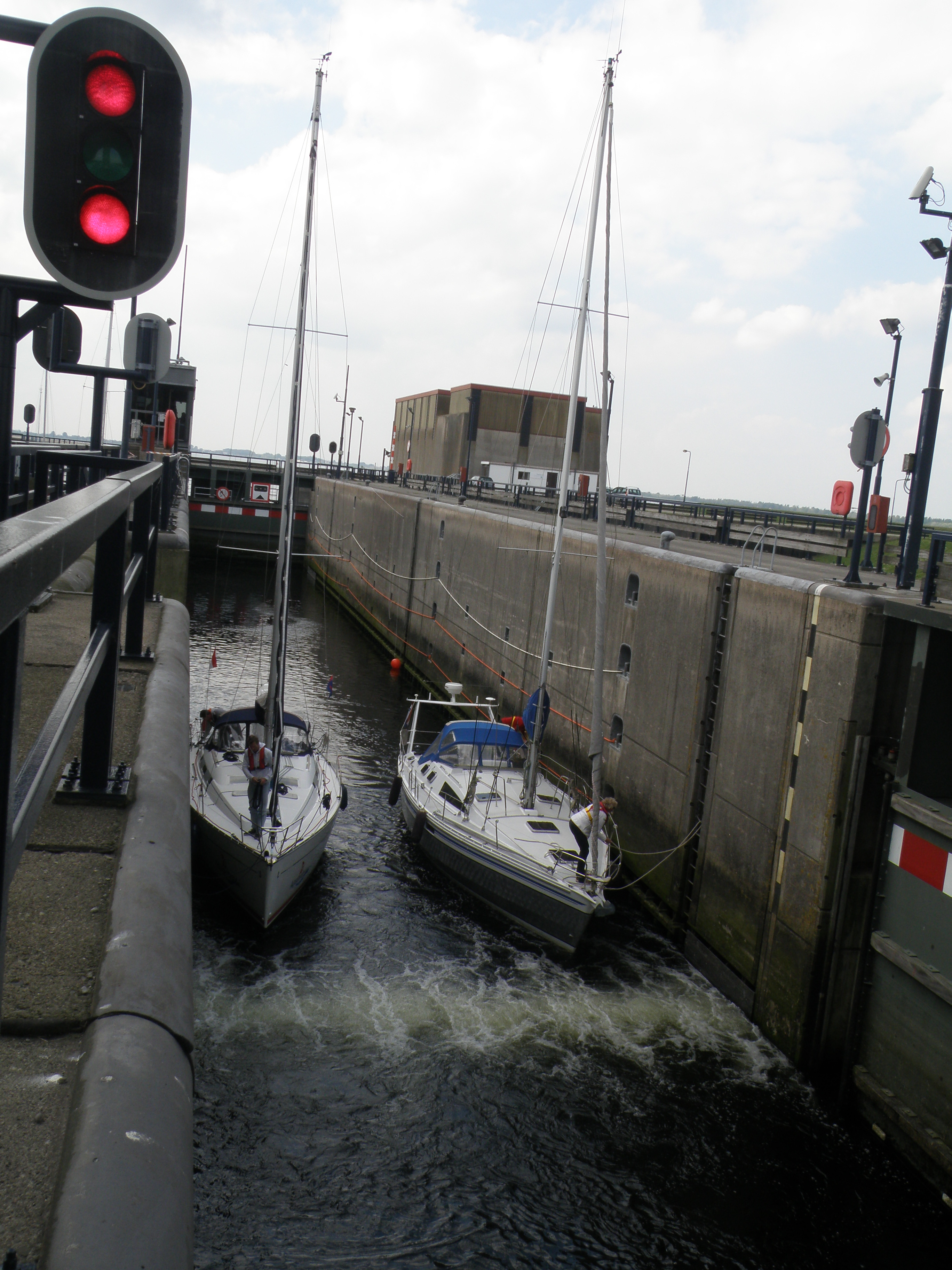
Bellenscherm Krammersluis (Bruinisse).

Een bellenscherm (ook wel luchtbellenscherm) is een gordijn van luchtbellen dat in een schutsluis kan worden aangebracht om te voorkomen dat het water met verschillend zoutgehalte aan beide zijden van de sluis – zoetwater en zout water – zich al te veel mengt.

## Aanleiding en werking
Door de schroef van een vertrekkend schip wordt het water in de sluiskolk in beweging gebracht en mengt het water in de sluiskolk zich. Maar een veel groter probleem is dat door het verschil in dichtheid tussen zout en zoet water, er in de kolk bij een geopende deur een dichtheidsstroom ontstaat die vrij snel al het zoete water in de kolk door zout water vervangt. Wanneer dit vaak genoeg gebeurt, zou verzilting van de inlandige oppervlaktewateren gaandeweg meer en meer toenemen en oprukken. Dit is onder meer onwenselijk omdat zoet water – zeker in perioden van droogte – schaars is, en (te) zout oppervlaktewater kan ook niet worden ingenomen ten behoeve van drinkwater.

Door op de bodem van de sluis over de breedte een buis met openingen te leggen en daar met een compressor lucht in te blazen, ontstaat een bellengordijn. De opstijgende luchtbellen wekken aan weerszijden van het gordijn een verticale stroming op. De twee verticale stromingen voorkomen een horizontale stroming over het bellenscherm heen.

### Geschiedenis
Het bellenscherm is een (niet-gepatenteerde) uitvinding van ir. Johan van Veen van rond 1940. Hij heeft hierover gepubliceerd in "De Ingenieur". Na de Tweede Wereldoorlog is dit idee verder uitgewerkt door P. van der Burgh en G. Abraham, en in 1961 voor het eerst toegepast in Nederland in de middensluis van IJmuiden.
Deze techniek is in Nederland in 1971 bij de Rozenburgsesluis in Rotterdam toegepast om het zoute water aan de ene kant te scheiden van het zoete water aan de andere kant. Door veranderingen in de infrastructuur is het water aan beide kanten van de sluis tegenwoordig brak en is het bellenscherm overbodig geworden.
Door Deltares is medio 2014 een geïnnoveerde versie van het bellenscherm geïntroduceerd. De innovaties omvatten een aanpassing van de beluchtingskoppen, die over de gehele breedte en dichter op elkaar worden gepositioneerd, en luchtbellen met de optimale diameter van drie tot vier millimeter laten ontstaan. De andere innovaties zijn dat er niet alleen een scherm van luchtbellen, maar ook een scherm van omhoog stromend zoetwater wordt gecreëerd om het zoute water tegen te houden, en een beweegbare drempel aan de zoetwaterzijde die de stroming van het zwaardere zout water – dat wegens de hogere dichtheid naar de bodem zakt – naar het zoetwater(gebied) tegenhoudt.
In november 2018 is door Rijkswaterstaat een permanent bellenscherm geïnstalleerd in het Amsterdam-Rijnkanaal bij de Amsterdamsebrug. Dit scherm verhindert zoutindringing vanuit het Noordzeekanaal in het Amsterdam-Rijnkanaal. Ten behoeve van de vismigratie is aan de zijkanten een ondiepe zone vrij van bellen (de zoutindringing vindt vooral plaats via het diepe deel van het kanaal).

## Andere toepassingen

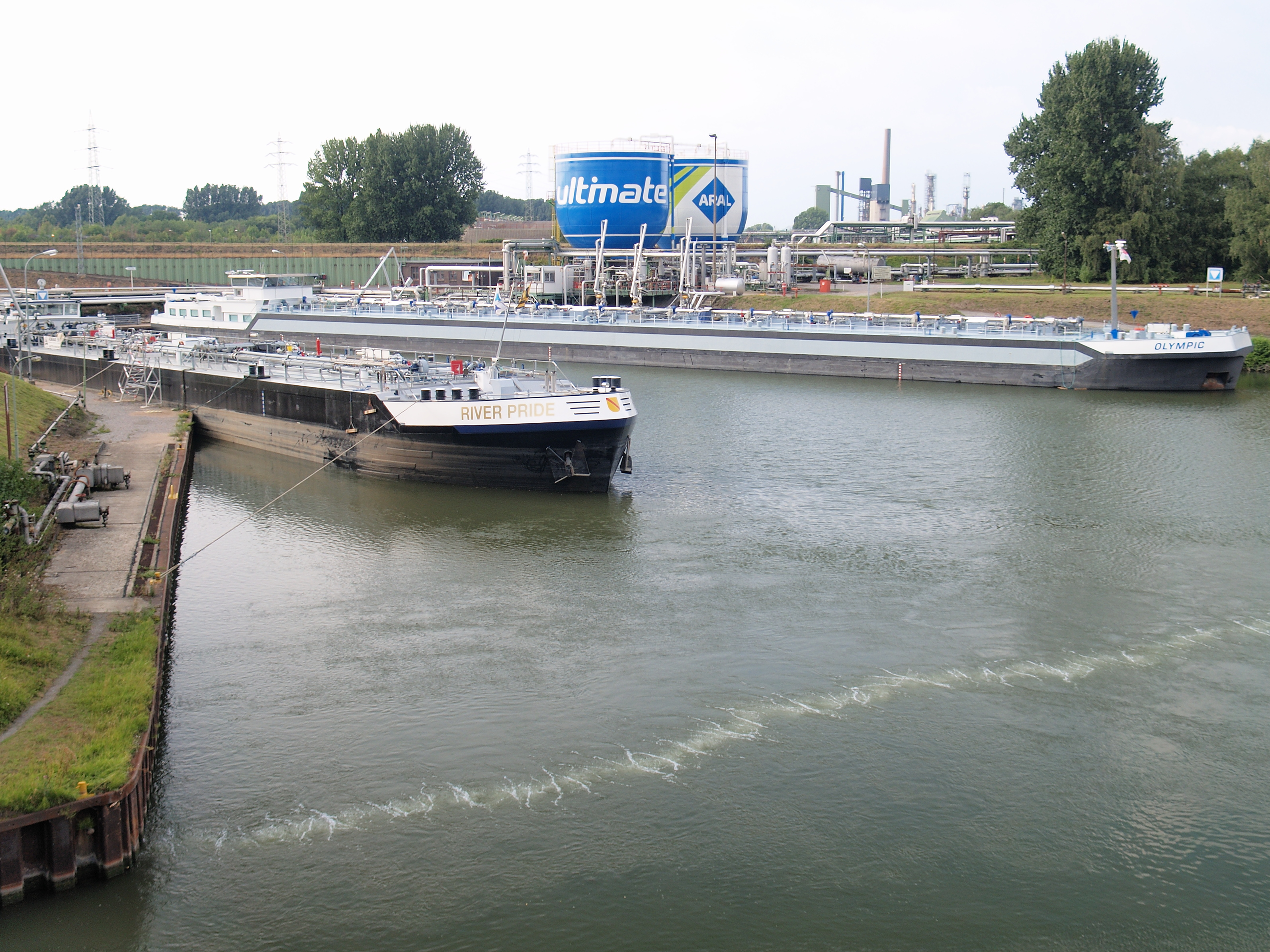
Bellenscherm bij een aanlegplaats voor olietankers.

In het Twentekanaal is in 2003 een bellenscherm gebruikt tijdens de schoonmaakactie van het kanaal na een brand in een bandenfabriek in Enschede, om te voorkomen dat vervuild slib zich zou verspreiden.
In 2016 is geopperd om een luchtbellenscherm in te zetten om de stroom drijvend plastic vanuit de rivier de zee in tegen te gaan. Dit scherm wordt "The Great Bubble Barrier" genoemd.
In Amsterdam werd in november 2019 het luchtbellenscherm in gebruik genomen in het Westerdok. Het scherm moet vooral klein, zwevend plastic uit het water van de Amsterdamse grachten halen, waardoor dit niet meer naar de Noordzee kan stromen.

### Geluidsscherm bij off-shore heiwerk

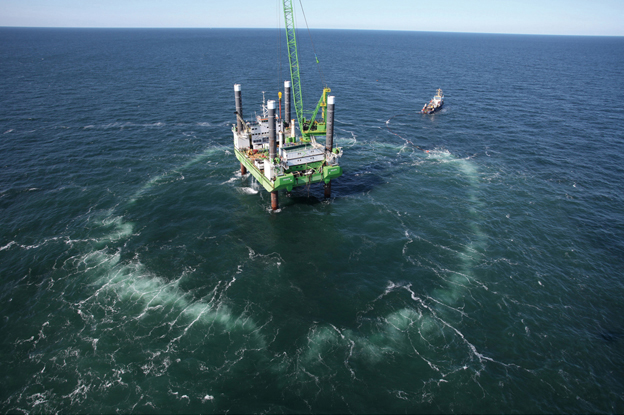
Bellenscherm bij het plaatsen van monopoles voor het windpark Borkum West-2 in Duitsland

Heiwerk bij off-shore constructies geeft veelal veel geluidsverontreiniging, wat een probleem is voor het zeeleven. Dit geluid kan tientallen kilometers ver dragen. Een bellenscherm om het heiwerk heen kan deze geluidsoverlast significant verminderen, in het bijzonder voor frequenties boven de 1 kHz.

## Gevolgen voor de flora en fauna in het water
Vermenging van zout (zee)water en zoetwater, of verdere (en landinwaarts oprukkende) verzilting van het zoetwater in kanalen en rivieren zou ook gevolgen hebben voor planten en dieren die niet in brak of zout water kunnen (over)leven. Het bellenscherm voorkomt dan ook dergelijke veranderingen in de habitat van planten en dieren in het zoetwater, zodat een verstoring van ecologisch evenwicht wordt tegengegaan.

Anderzijds is een bellenscherm een – moeilijk tot niet te overbruggen – barrière voor trekvissen als schieralen (geslachtsrijpe palingen). Deze vissen trekken bij het naderen van de paartijd in het najaar van de oppervlaktewateren terug naar hun paaigebieden in de Sargassozee (in het noorden van de Atlantische Oceaan). Omdat zij daarbij hinder ondervinden van het bellenscherm, kunnen deze tijdens de perioden wanneer de vissen migreren, kort voor de paaitijd, enkele uren per dag worden uitgeschakeld, zoals bij de sluizen van IJmuiden het geval is.